# Veríssimo (Minas Gerais)
Pour les articles homonymes, voir Veríssimo.
Veríssimo est une municipalité brésilienne de l'État du Minas Gerais et la microrégion d'Uberaba.